# Cynan Dindaethwy ap Rhodri
Cynan Dindaethwy ap Rhodri (745? - †816) (parfois également orthographié : Cynan Tindaethwy) était un roi de Gwynedd (au nord-est du Pays de Galles).

## Contexte
Selon Peter Bartrum son surnom est lié à un château de Dindaethue, puis  Tindaethwy, Tintaethwy et Dindaethwy, le dernier étant le nom d'un Commote (gallois: cwmwd) à Anglesey. Il était le fils de Rhodri le Chauve et monta sur le trône de Gwynedd en 798 en succédant à son parent, Caradog ap Meirion. C'est son frère, Hywel ap Rhodri Molwynog qui lui succédera en 814 en le chassant de l'île de Mona selon les Annales Cambriae La fille de Cynan;  Esyllt sera la mère de Merfyn Frych ap Gwriad, le premier roi de Gwynedd réputé avoir été issu de la lignée de Cunedda

## Voir
- Conan

## Sources
- (en) Mike Ashley The Mammoth Book of British Kings & Queens Robinson (Londres 1998)   (ISBN 1841190969) « Cynan Dindaethwy  ap Rhodri Gwynedd,  798- 816 » p. 148.
- (en) Peter Bartrum, A Welsh classical dictionary: people in history and legend up to about A.D. 1000, Aberystwyth, National Library of Wales, 1993 (ISBN 9780907158738), p. 188-189 CYNAN DINDAETHWY ap RHODRI MOLWYNOG. (d.816).
- (en) Kari Maund, The Welsh Kings: Warriors, warlords and princes, Mill Brimscombe Port Stroud, The History Press, 2006 (ISBN 9780752429731), p. 46-47

## Liens esternes
- Notice dans un dictionnaire ou une encyclopédie généraliste :   - Dictionary of Welsh Biography